# Iva Perovanović
Iva Perovanović (in serbo Ивa Перовaновић?; Titograd, 1º settembre 1983) è un'ex cestista montenegrina.

## Carriera
Con la Serbia e Montenegro ha disputato i Campionati europei del 2005.
Con il Montenegro ha disputato quattro edizioni dei Campionati europei (2011, 2013, 2015, 2017).